# Albrecht E. Sippel
Albrecht Erhard Sippel (* 11. Juli 1942 in Rastenburg) ist ein deutscher Genetiker und emeritierter Professor der Fakultät für Biologie der Albert-Ludwigs-Universität Freiburg.

## Laufbahn
Albrecht E. Sippel studierte Biologie an der Julius-Maximilians-Universität Würzburg, schrieb 1967 dort seine Diplomarbeit bei Guido Hartmann. In den folgenden drei Jahren schloss er seine Doktorarbeit ab. Sippel war Würzburgs erster Diplombiologe. Anschließend nahm er das Angebot für eine Postdoc-Stelle beim Nobelpreisträger James Watson an der Harvard University an. Es folgten einige Jahre an der Medical School der Columbia University in New York.
1975 kehrte Sippel nach Deutschland zurück, um am Max-Planck-Institut für molekulare Genetik in Berlin zu arbeiten. Dort untersuchte er die Struktur und Regulation der Gene der Eiweißproteine (Eiklar) des Hühnereis. Mit seinen Kollegen u. a. mit Günther Schütz, gewann er wichtige Erkenntnisse zur hormonellen Regulation der Gene für Ovalbumin, Ovomucoid und Lysozym, deren mRNA-Expression durch Steroide, insbesondere Estrogene reguliert wird.
1979 übernahm er die Leitung einer unabhängigen Forschungsgruppe am Institut für Genetik an der Universität zu Köln. 1983 beteiligte er sich an der Gründung des Zentrums für Molekulare Biologie der Universität Heidelberg (ZMBH). Auch durch seine Arbeiten wurde das Lysozymgen zu den am best untersuchten eukaryontischen Genen.
So entdeckte Sippel mit seinem Kollegen Joachim Nowock den ersten Transkriptionsfaktor, das TGGCA-Protein (Nuclear factor I, CCAAT binding transcription factor) in Eukaryoten für das Lysozymgen. In Heidelberg weitete er die Untersuchungen auf die Maus aus und hier insbesondere die Regulation des Lysozymgens in Makrophagen.
1990 übernahm er den Lehrstuhl für Genetik an der Albert-Ludwigs-Universität Freiburg. Hier erforschte er die elementaren molekularen Mechanismen der Entwicklung von Blutzellen. Zwischen 1995 und 1997 war er Dekan der biologischen Fakultät. 1992 wurde er zum Fellow der American Association for the Advancement of Science gewählt.
Seit 2007 ist Albrecht E. Sippel emeritierter Professor für Genetik der Universität Freiburg. Nach seiner Emeritierung ging er als Gastwissenschaftler an das Max-Planck-Institut für evolutionäre Anthropologie in Leipzig in die Gruppe von Svante Pääbo.

## Wichtige Publikationen
- N. E. Hynes, B. Groner, A. E. Sippel, M. C. Nguyen-Huu, G. Schütz: mRNA complexity and egg white protein mRNA content in mature and hormone-withdrawn oviduct. In: Cell. Band 11, Nr. 4, 1977, S. 923–932, doi:10.1016/0092-8674(77)90303-8.
- P. J. Artymiuk, C. C. Blake, A. E. Sippel: Genes pieced together — exons delineate homologous structures of diverged lysozymes. In: Nature. Band 290, Nr. 5804, 1981, S. 287–288, doi:10.1038/290287a0, PMID 7207621.
- M. Grez, H. Land, K. Giesecke, G. Schütz, A. Jung, A. E. Sippel: Multiple mRNAs are generated from the chicken lysozyme gene. In: Cell. Band 25, Nr. 3, 1981, S. 743–752, doi:10.1016/0092-8674(81)90182-3.
- J. Nowock, A. E. Sippel: Specific protein-DNA interaction at four sites flanking the chicken lysozyme gene. In: Cell. Band 30, Nr. 2, 1982, S. 607–615, doi:10.1016/0092-8674(82)90257-4.
- U. Borgmeyer, J. Nowock, A. E. Sippel: The TGGCA-binding protein: a eukaryotic nuclear protein recognizing a symmetrical sequence on double-stranded linear DNA. In: Nucleic Acids Research. Band 12, Nummer 10, 1984, S. 4295–4311, doi:10.1093/nar/12.10.4295.
- H. P. Fritton, T. Igo-Kemenes, J. Nowock, U. Strech-Jurk, M. Theisen, A. E. Sippel: Alternative sets of DNase I-hypersensitive sites characterize the various functional states of the chicken lysozyme gene. In: Nature. Band 311, Nr. 5982, 1984, S. 163–165, doi:10.1038/311163a0.
- H. Biedenkapp, U. Borgmeyer, A. E. Sippel, K. H. Klempnauer: Viral myb oncogene encodes a sequence-specific DNA-binding activity. In: Nature. Band 335, Nr. 6193, 27. Oktober 1988, S. 835–837, doi:10.1038/335835a0.
- A. Stief, D. M. Winter, W. H. Strätling, A. E. Sippel: A nuclear DNA attachment element mediates elevated and position-independent gene activity. In: Nature. Band 341, Nr. 6240, 28. September 1989, S. 343–345, doi:10.1038/341343a0.